# دریاچه کلی
دریاچه کلی (گرجی: ყელის ტბა) (به آسی: Хъелы цад) ک دریاچه آتشفشانی-یخچال در شهرداری آخالگوری، منطقه متسختا-متیانتی در کشور گرجستان است. این دریاچه واقع در کوه‌های قفقاز، در ارتفاعات کلی، در ارتفاع ۲۹۱۴ متری از سطح دریا در میان رشته‌های خارولی و آلوی قرار دارد. مساحت سطح دریاچه ۱.۲۸ کیلومتر مربع و حوضه آبریز ۷.۸ آن کیلومتر مربع است. ژرفای متوسط ۲۴.۷ متر و بیشینه ژرفای ۶۳ متر است. آب آن از برف، بارندگی و آب‌های زیرزمینی سرچشمه می‌گیرد. رودخانه کسانی از دریاچه خارج می‌شود و آب آن زلال است.